# Oreste Ravanello
Oreste Ravanello (ur. 25 sierpnia 1871 w Wenecji, zm. 2 lipca 1938 w Padwie) – włoski kompozytor i organista w bazylice św. Marka w Wenecji.

## Życiorys
W wieku 6 lat rozpoczął naukę muzyki u organisty i kompozytora Paolo Agostiniego. Następnie uczył się gry organowej i kompozycji w Liceo Musicale w Wenecji. Pobierał także prywatne lekcje u organistki kaplicy Marciana, Andrei Girardi. W 1887 roku diecezjalna komisja muzyki sakralnej w Wenecji przyznała mu dyplom zawodowego organisty i uprawnienia dydaktyczne.
W wieku 17 lat został mianowany organistą katedry San Marco. Wykładał w Konserwatorium Muzycznym w Wenecji (obecnie Conservatorio di Musica Benedetto Marcello di Venezia).
Od 1898 roku był maestro di cappella w kościele San Antonio w Padwie. Od 1902 roku nauczał organów w Konserwatorium Weneckim. Od 1912 roku był dyrektorem Instytutu Muzycznego w Padwie (obecnie Conservatorio Pollini di Padova). Działał w ruchu cecyliańskim na rzecz odnowy rzymskokatolickiej muzyki kościelnej oraz zasiadał w komitecie ustanowionym przez papieża Piusa X w celu odnowienia pieśni religijnej.

## Twórczość
Dawał organowe koncerety solistyczne; znany był ze swoich improwizacji na tym instrumencie. Komponował muzykę sakralną: ok. 30 mszy, Te Deum, utwory na organy i fortepian. Język kompozycji Ravanello operuje stylistyką późnoromantryczną, melodyjną i emocjonalną.